# Chaenodraco wilsoni
Chaenodraco wilsoni – gatunek ryby z rodziny bielankowatych, jedyny przedstawiciel rodzaju Chaenodraco Regan, 1914. Poławiana gospodarczo na niewielką skalę.
Występowanie: zimne wody półkuli południowej.

## Opis
Osiąga do 43 cm długości. Żywi się głównie rybami i krylem.